# Hoa hậu Việt Nam 2020
Hoa hậu Việt Nam 2020 là cuộc thi Hoa hậu Việt Nam lần thứ 17 do báo Tiền Phong phối hợp cùng công ty Sen Vàng tổ chức với chủ đề "Thập kỷ hương sắc". Đêm chung kết diễn ra vào ngày 20 tháng 11 năm 2020 tại Nhà thi đấu Phú Thọ, Quận 11, Thành phố Hồ Chí Minh. Hoa hậu Việt Nam 2018 - Trần Tiểu Vy đã trao lại vương miện cho người kế nhiệm là Đỗ Thị Hà đến từ Thanh Hóa sau khi vượt qua 34 cô gái khác trong đêm chung kết. Bắt đầu từ năm nay, MC trong đêm chung kết sẽ chỉ xướng tên Á hậu 2 và Á hậu 1, còn thí sinh đoạt danh hiệu Hoa hậu sẽ do đích thân ông Lê Xuân Sơn, Tổng biên tập Báo Tiền Phong công bố.
Hoa hậu cùng 2 Á hậu sẽ trở thành các đại diện của Việt Nam tham dự các đấu trường sắc đẹp quốc tế bao gồm Hoa hậu Thế giới, Hoa hậu Quốc tế và Hoa hậu Hòa bình Quốc tế.

## Kết quả

### Thứ hạng
| Kết quả                                         | Thí sinh | Vị trí Quốc tế                                                          |
| Hoa hậu Việt Nam 2020 (Miss World Vietnam 2021) | - 245 – Đỗ Thị Hà | - Top 13 – Hoa hậu Thế giới 2021                                        |
| Á hậu 1 (Miss International Vietnam 2022)       | - 045 – Phạm Ngọc Phương Anh                                                                                         | - Tham dự – Hoa hậu Quốc tế 2022                                        |
| Á hậu 2 (Miss Grand Vietnam 2020)               | - 068 – Nguyễn Lê Ngọc Thảo                                                                                          | - Top 20 – Hoa hậu Hòa bình Quốc tế 2020                                |
| Top 5                                           | - 093 – Huỳnh Nguyễn Mai Phương                                                                                      | - Top 40 – Hoa hậu Thế giới 2023                                        |
| Top 5                                           | - 146 – Phạm Thị Phương Quỳnh                                                                                        |                                                                         |
| Top 10                                          | - 088 – Hoàng Bảo Trâm - 151 – Lê Thị Tường Vy - 228 – Đặng Vân Ly - 319 – Doãn Hải My - 433 – Nguyễn Thị Thu Phương |                                                                         |
| Top 15                                          | - 018 – Võ Ngọc Hồng Đào - 171 – Nguyễn Thị Cẩm Đan - 182 – Nguyễn Thị Bích Thùy                                     |                                                                         |
| Top 15                                          | - 278 – Vũ Quỳnh Trang                                                                                               | - Top 10 – Hoa hậu Du lịch Quốc tế 2024                                 |
| Top 15                                          | - 445 – Nguyễn Thị Thanh Thủy                                                                                        |                                                                         |
| Top 22                                          | - 025 – Lê Nguyễn Bảo Ngọc                                                                                           | - Chiến thắng – Hoa hậu Liên lục địa 2022 - TBA – Hoa hậu Thế giới 2026 |
| Top 22                                          | - 052 – Bùi Thị Thanh Nhàn - 069 – Phù Bảo Nghi - 077 – Lê Trúc Linh - 138 – Đậu Hải Minh Anh (§)                    |                                                                         |
| Top 22                                          | - 175 – Trần Hoàng Ái Nhi                                                                                            | - Tham dự – Hoa hậu Liên lục địa 2021                                   |
| Top 22                                          | - 322 – Phạm Thị Ngọc Ánh                                                                                            |                                                                         |

§ - Thí sinh được vào thẳng Top 22 do chiến thắng giải thưởng Người đẹp được yêu thích nhất

### Các giải thưởng phụ[3]
| Giải thưởng                          | Thí sinh                                      |
| ------------------------------------ | --------------------------------------------- |
| Người đẹp có nhiều đóng góp tích cực | - 088 – Hoàng Bảo Trâm - 278 – Vũ Quỳnh Trang |
| Neva Fashion Awards                  | - 433 – Nguyễn Thị Thu Phương                 |

### Thứ tự công bố
| 1. Đậu Hải Minh Anh 2. Đỗ Thị Hà 3. Bùi Thị Thanh Nhàn 4. Phạm Thị Ngọc Ánh 5. Nguyễn Thị Bích Thùy 6. Võ Ngọc Hồng Đào 7. Lê Thị Tường Vy 8. Phạm Ngọc Phương Anh 9. Nguyễn Thị Thu Phương 10. Trần Hoàng Ái Nhi 11. Huỳnh Nguyễn Mai Phương 12. Phù Bảo Nghi 13. Lê Trúc Linh 14. Nguyễn Thị Thanh Thủy 15. Phạm Thị Phương Quỳnh 16. Doãn Hải My 17. Vũ Quỳnh Trang 18. Đặng Vân Ly 19. Nguyễn Lê Ngọc Thảo 20. Nguyễn Thị Cẩm Đan 21. Hoàng Bảo Trâm 22. Lê Nguyễn Bảo Ngọc | 1. Lê Thị Tường Vy 2. Nguyễn Thị Bích Thùy 3. Huỳnh Nguyễn Mai Phương 4. Võ Ngọc Hồng Đào 5. Hoàng Bảo Trâm 6. Đỗ Thị Hà 7. Phạm Ngọc Phương Anh 8. Nguyễn Thị Thu Phương 9. Doãn Hải My 10. Phạm Thị Phương Quỳnh 11. Vũ Quỳnh Trang 12. Đặng Vân Ly 13. Nguyễn Thị Cẩm Đan 14. Nguyễn Thị Thanh Thủy 15. Nguyễn Lê Ngọc Thảo | 1. Nguyễn Lê Ngọc Thảo 2. Đặng Vân Ly 3. Nguyễn Thị Thu Phương 4. Phạm Ngọc Phương Anh 5. Hoàng Bảo Trâm 6. Huỳnh Nguyễn Mai Phương 7. Lê Thị Tường Vy 8. Đỗ Thị Hà 9. Doãn Hải My 10. Phạm Thị Phương Quỳnh | 1. Huỳnh Nguyễn Mai Phương 2. Đỗ Thị Hà 3. Phạm Ngọc Phương Anh 4. Phạm Thị Phương Quỳnh 5. Nguyễn Lê Ngọc Thảo |

## Phần thi phụ

### Người đẹp Nhân ái[4]
Vào thẳng Top 5
| Kết quả     | Thí sinh                                                                                      |
| Chiến thắng | - 093 – Huỳnh Nguyễn Mai Phương                                                               |
| Top 5       | - 018 – Võ Ngọc Hồng Đào - 026 – Nguyễn Thị Phượng - 228 – Đặng Vân Ly - 278 – Vũ Quỳnh Trang |

### Người đẹp Biển[5]
Vào thẳng Top 10
| Kết quả     | Thí sinh                                                                                              |
| Chiến thắng | - 068 – Nguyễn Lê Ngọc Thảo                                                                           |
| Top 5       | - 146 – Phạm Thị Phương Quỳnh - 151 – Lê Thị Tường Vy - 245 – Đỗ Thị Hà - 433 – Nguyễn Thị Thu Phương |

### Người đẹp Truyền thông
Vào thẳng Top 22
| Kết quả     | Thí sinh                                                                                                  |
| Chiến thắng | - 245 – Đỗ Thị Hà                                                                                         |
| Top 5       | - 088 – Hoàng Bảo Trâm - 171 – Nguyễn Thị Cẩm Đan - 232 – Nguyễn Thị Minh Trang - 322 – Phạm Thị Ngọc Ánh |

### Người đẹp được yêu thích nhất
Vào thẳng Top 22
| Kết quả     | Thí sinh                                                                                 |
| Chiến thắng | - 138 – Đậu Hải Minh Anh                                                                 |
| Top 5       | - 069 – Phù Bảo Nghi - 151 – Lê Thị Tường Vy - 245 – Đỗ Thị Hà - 322 – Phạm Thị Ngọc Ánh |

### Người đẹp Thời trang[5]
| Kết quả     | Thí sinh                                                                                                  |
| Chiến thắng | - 052 – Bùi Thị Thanh Nhàn                                                                                |
| Top 5       | - 068 – Nguyễn Lê Ngọc Thảo - 182 – Nguyễn Thị Bích Thùy - 245 – Đỗ Thị Hà - 345 – Nguyễn Thị Hoài Thương |

### Người đẹp Thể thao
| Kết quả     | Thí sinh                                                                                          |
| Chiến thắng | - 069 – Phù Bảo Nghi                                                                              |
| Top 5       | - 012 – Kim Trà My - 116 – Nguyễn Lê Phương Thảo - 322 – Phạm Thị Ngọc Ánh - 419 – Hoàng Tú Quỳnh |

### Người đẹp Du lịch
| Kết quả     | Thí sinh                                                                                           |
| Chiến thắng | - 077 – Lê Trúc Linh                                                                               |
| Top 5       | - 093 – Huỳnh Nguyễn Mai Phương - 228 – Đặng Vân Ly - 237 – Nguyễn Khánh Ly - 278 – Vũ Quỳnh Trang |

### Người đẹp Tài năng
| Kết quả     | Thí sinh                                                                                                  |
| Chiến thắng | - 319 – Doãn Hải My                                                                                       |
| Top 5       | - 088 – Hoàng Bảo Trâm - 045 – Phạm Ngọc Phương Anh - 093 – Huỳnh Nguyễn Mai Phương - 169 – Lê Ngọc Trang |

### Người đẹp Áo dài
| Kết quả     | Thí sinh |
| Chiến thắng | - 151 – Lê Thị Tường Vy                                                                                      |
| Top 5       | - 025 – Lê Nguyễn Bảo Ngọc - 171 – Nguyễn Thị Cẩm Đan - 175 – Trần Hoàng Ái Nhi - 182 – Nguyễn Thị Bích Thùy |

### Người đẹp có làn da đẹp nhất
| Kết quả     | Thí sinh                                                                                            |
| Chiến thắng | - 146 – Phạm Thị Phương Quỳnh                                                                       |
| Top 5       | - 138 – Đậu Hải Minh Anh - 169 – Lê Ngọc Trang - 445 – Nguyễn Thị Thanh Thủy - 462 – Nguyễn Thảo Vi |

## Ban giám khảo
| Họ tên           | Danh hiệu, nghề nghiệp                | Vai trò                  |
| ---------------- | ------------------------------------- | ------------------------ |
| Dương Trung Quốc | Nhà sử học                            | Trưởng ban giám khảo     |
| Trần Hữu Việt    | Nhà thơ, nhà báo                      | Phó trưởng ban giám khảo |
| Hoàng Tử Hùng    | Giáo sư, tiến sĩ                      | Thành viên               |
| Lê Thanh Hòa     | Nhà thiết kế                          | Thành viên               |
| Hà Kiều Anh      | Hoa hậu Toàn quốc Báo Tiền Phong 1992 | Thành viên               |
| Nguyễn Thụy Vân  | MC, Á hậu 2 Hoa hậu Việt Nam 2008     | Thành viên               |
| Đỗ Mỹ Linh       | Hoa hậu Việt Nam 2016                 | Thành viên               |

## Thí sinh tham gia

### Top 35 thí sinh chung kết
| SBD | Họ và tên thí sinh      | Năm sinh | Chiều cao              | Quê quán              | Thành tích                                   |
| --- | ----------------------- | -------- | ---------------------- | --------------------- | -------------------------------------------- |
| 052 | Bùi Thị Thanh Nhàn      | 1999     | 1,69 m (5 ft 6+1⁄2 in) | Bình Thuận            | Top 22 Người đẹp Thời trang                  |
| 319 | Doãn Hải My             | 2001     | 1,67 m (5 ft 5+1⁄2 in) | Hà Nội                | Top 10 Người đẹp Tài năng                    |
| 228 | Đặng Vân Ly             | 1998     | 1,76 m (5 ft 9+1⁄2 in) | Hải Dương             | Top 10                                       |
| 138 | Đậu Hải Minh Anh        | 1999     | 1,70 m (5 ft 7 in)     | Nghệ An               | Top 22 Người đẹp được yêu thích nhất         |
| 245 | Đỗ Thị Hà               | 2001     | 1,75 m (5 ft 9 in)     | Thanh Hóa             | Hoa hậu Việt Nam 2020 Người đẹp Truyền thông |
| 088 | Hoàng Bảo Trâm          | 1998     | 1,71 m (5 ft 7+1⁄2 in) | Hải Phòng             | Top 10 Người đẹp có nhiều đóng góp tích cực  |
| 419 | Hoàng Tú Quỳnh          | 2002     | 1,69 m (5 ft 6+1⁄2 in) | Hà Nội                |                                              |
| 093 | Huỳnh Nguyễn Mai Phương | 1999     | 1,70 m (5 ft 7 in)     | Đồng Nai              | Top 5 Người đẹp Nhân ái                      |
| 012 | Kim Trà My              | 2000     | 1,68 m (5 ft 6 in)     | Hà Nội                | Được đặc cách vào thẳng Top 35               |
| 169 | Lê Ngọc Trang           | 2001     | 1,73 m (5 ft 8 in)     | Hà Tĩnh               |                                              |
| 025 | Lê Nguyễn Bảo Ngọc      | 2001     | 1,84 m (6 ft 1⁄2 in)   | Cần Thơ               | Top 22                                       |
| 151 | Lê Thị Tường Vy         | 2001     | 1,76 m (5 ft 9+1⁄2 in) | Quảng Ngãi            | Top 10 Người đẹp Áo dài                      |
| 077 | Lê Trúc Linh            | 2001     | 1,73 m (5 ft 8 in)     | Bà Rịa – Vũng Tàu     | Top 22 Người đẹp Du lịch                     |
| 305 | Ngô Thị Thu Hương       | 2000     | 1,72 m (5 ft 7+1⁄2 in) | Bình Dương            |                                              |
| 335 | Nguyễn Hà My            | 1999     | 1,66 m (5 ft 5+1⁄2 in) | Phú Thọ               |                                              |
| 408 | Nguyễn Huỳnh Diệu Linh  | 2000     | 1,68 m (5 ft 6 in)     | Hải Phòng             |                                              |
| 237 | Nguyễn Khánh Ly         | 2000     | 1,70 m (5 ft 7 in)     | Phú Thọ               |                                              |
| 068 | Nguyễn Lê Ngọc Thảo     | 2000     | 1,74 m (5 ft 8+1⁄2 in) | Thành phố Hồ Chí Minh | Á hậu 2 Người đẹp Biển                       |
| 116 | Nguyễn Lê Phương Thảo   | 2002     | 1,70 m (5 ft 7 in)     | Vĩnh Long             |                                              |
| 462 | Nguyễn Thảo Vi          | 2000     | 1,67 m (5 ft 5+1⁄2 in) | Hòa Bình              |                                              |
| 182 | Nguyễn Thị Bích Thùy    | 2001     | 1,73 m (5 ft 8 in)     | Đắk Lắk               | Top 15                                       |
| 171 | Nguyễn Thị Cẩm Đan      | 2002     | 1,72 m (5 ft 7+1⁄2 in) | An Giang              | Top 15                                       |
| 345 | Nguyễn Thị Hoài Thương  | 1997     | 1,71 m (5 ft 7+1⁄2 in) | Nghệ An               |                                              |
| 232 | Nguyễn Thị Minh Trang   | 2002     | 1,70 m (5 ft 7 in)     | Bắc Ninh              | Được đặc cách vào thẳng Top 35               |
| 026 | Nguyễn Thị Phượng       | 2001     | 1,74 m (5 ft 8+1⁄2 in) | Thanh Hóa             |                                              |
| 445 | Nguyễn Thị Thanh Thủy   | 1999     | 1,69 m (5 ft 6+1⁄2 in) | Hải Phòng             | Top 15                                       |
| 433 | Nguyễn Thị Thu Phương   | 2000     | 1,75 m (5 ft 9 in)     | Bắc Ninh              | Top 10 Neva Fashion Awards                   |
| 135 | Nguyễn Thị Trân Châu    | 2000     | 1,68 m (5 ft 6 in)     | Quảng Nam             |                                              |
| 045 | Phạm Ngọc Phương Anh    | 1998     | 1,77 m (5 ft 9+1⁄2 in) | Thành phố Hồ Chí Minh | Á hậu 1                                      |
| 322 | Phạm Thị Ngọc Ánh       | 1999     | 1,70 m (5 ft 7 in)     | Hà Nam                | Top 22                                       |
| 146 | Phạm Thị Phương Quỳnh   | 2000     | 1,74 m (5 ft 8+1⁄2 in) | Đồng Nai              | Top 5 Người đẹp có làn da đẹp nhất           |
| 069 | Phù Bảo Nghi            | 2001     | 1,69 m (5 ft 6+1⁄2 in) | Thành phố Hồ Chí Minh | Top 22 Người đẹp Thể thao                    |
| 175 | Trần Hoàng Ái Nhi       | 1998     | 1,72 m (5 ft 7+1⁄2 in) | Đắk Lắk               | Top 22                                       |
| 018 | Võ Ngọc Hồng Đào        | 2000     | 1,73 m (5 ft 8 in)     | Thành phố Hồ Chí Minh | Top 15                                       |
| 278 | Vũ Quỳnh Trang          | 1997     | 1,71 m (5 ft 7+1⁄2 in) | Hà Nội                | Top 15 Người đẹp có nhiều đóng góp tích cực  |

### Top 40 thí sinh bán kết[6]
| SBD | Họ và tên thí sinh    | Tuổi | Chiều cao               | Quê quán   |
| --- | --------------------- | ---- | ----------------------- | ---------- |
| 165 | Đoàn Tường Linh       | 20   | 1,78 m (5 ft 10 in)     | Lâm Đồng   |
| 008 | H'Lida Niê Cao        | 20   | 1,74 m (5 ft 8+1⁄2 in)  | Đắk Lắk    |
| 142 | Lê Thị Phương Đoan    | 22   | 1,70 m (5 ft 7 in)      | Đồng Tháp  |
| 005 | Nông Thúy Hằng        | 21   | 1,68 m (5 ft 6 in)      | Hà Giang   |
| 295 | Nguyễn Võ Phương Thúy | 19   | 1,69 m (5 ft 6+1⁄2 in)  | Hải Dương  |
| 057 | Võ Lê Quế Anh         | 19   | 1,73 m (5 ft 8 in)      | Quảng Nam  |
| 225 | Vũ Mỹ Ngân            | 21   | 1,81 m (5 ft 11+1⁄2 in) | Quảng Ninh |

### Top 60 thí sinh bán kết[7]
Ban đầu có 60 thí sinh vượt qua vòng sơ khảo nhưng chỉ còn 59 thí sinh dự thi đêm bán kết vì có thí sinh rút lui khỏi cuộc thi.
| SBD | Họ và tên thí sinh        | Tuổi | Chiều cao              | Quê quán    |
| --- | ------------------------- | ---- | ---------------------- | ----------- |
| 249 | Đặng Phương Nhung         | 20   | 1,66 m (5 ft 5+1⁄2 in) | Tuyên Quang |
| 369 | Đinh Thị Thu Uyên *       | 22   | 1,68 m (5 ft 6 in)     | Quảng Ninh  |
| 426 | Hoàng Thùy Anh            | 21   | 1,71 m (5 ft 7+1⁄2 in) | Hà Nội      |
| 031 | Lâm Hà Thủy Tiên          | 20   | 1,65 m (5 ft 5 in)     | Hà Nội      |
| 400 | Lê Lan Chi                | 20   | 1,68 m (5 ft 6 in)     | Hà Nội      |
| 256 | Lê Nguyễn Trà My          | 19   | 1,66 m (5 ft 5+1⁄2 in) | Hà Nội      |
| 081 | Lê Thị Hạnh Dung          | 20   | 1,69 m (5 ft 6+1⁄2 in) | Đà Nẵng     |
| 072 | Lê Thị Kim Ngân           | 18   | 1,74 m (5 ft 8+1⁄2 in) | Đồng Tháp   |
| 216 | Mai Ngọc Minh             | 18   | 1,76 m (5 ft 9+1⁄2 in) | Hà Nội      |
| 392 | Ngô Thị Diệu Ngân         | 20   | 1,67 m (5 ft 5+1⁄2 in) | Nghệ An     |
| 356 | Ngô Thị Hương Lan         | 20   | 1,69 m (5 ft 6+1⁄2 in) | Thanh Hoá   |
| 035 | Nguyễn Thị Ngọc Tuyết     | 25   | 1,70 m (5 ft 7 in)     | Nam Định    |
| 378 | Nguyễn Thùy Trang         | 23   | 1,74 m (5 ft 8+1⁄2 in) | Ninh Bình   |
| 281 | Nguyễn Tú Uyên            | 21   | 1,70 m (5 ft 7 in)     | Thái Bình   |
| 267 | Nguyễn Vân Anh            | 22   | 1,72 m (5 ft 7+1⁄2 in) | Thái Bình   |
| 457 | Phạm Thị Thùy Dương       | 19   | 1,75 m (5 ft 9 in)     | Nam Định    |
| 158 | Trương Nguyễn Phương Minh | 19   | 1,67 m (5 ft 5+1⁄2 in) | Đồng Nai    |
| 382 | Võ Thị Ý Nhi              | 21   | 1,69 m (5 ft 6+1⁄2 in) | Huế         |

- Thí sinh rút lui trước đêm thi Bán kết vì lý do cá nhân

## Thông tin thí sinh
- Đỗ Thị Hà: Top 45 Hoa khôi Sinh viên Việt Nam 2020, Top 13 Hoa hậu Thế giới 2021 cùng giải phụ Digital Challenge, giám khảo Hoa hậu Thế giới Việt Nam 2023.
- Phạm Ngọc Phương Anh: Hoa khôi Nữ sinh Áo dài Việt Nam 2015, Đại diện Việt Nam tham dự Hoa hậu Quốc tế 2022 nhưng không có thành tích gì, từng là Biên tập viên công tác tại VTV9, Đài Truyền hình Việt Nam.
- Nguyễn Lê Ngọc Thảo: Top 20 Hoa hậu Hòa bình Quốc tế 2020 cùng các giải phụ (Top 6 Best National Costume, Top 20 Best in Swimsuit, Top 15 How to get to know you in 1 minute, Top 20 How to eat Thai food in 2 minutes), có em gái là Nguyễn Lê Trung Nguyên lọt Top 45 Hoa hậu Thế giới Việt Nam 2022.
- Huỳnh Nguyễn Mai Phương: Hoa khôi Đại học Đồng Nai 2018, đăng quang Hoa hậu Thế giới Việt Nam 2022 cùng giải phụ (Top 5 Người đẹp Thời trang, Top 5 Người đẹp Du lịch, Người đẹp Tài năng, Queen Talks), Top 40 Hoa hậu Thế giới 2023 cùng giải phụ Multimedia Challenge.
- Lê Thị Tường Vy: Hoa khôi Đại học Nam Cần Thơ 2020, Hoa khôi Sinh viên Việt Nam 2020, Top 41 Hoa hậu Hoàn vũ Việt Nam 2022, tham gia Hoa hậu Hòa bình Việt Nam 2024 và dừng chân sau vòng sơ khảo, Á hậu 1 Hoa hậu Du lịch Bản sắc Việt Nam 2024.
- Nguyễn Thị Thu Phương: Hoa khôi Kinh Bắc 2019, Top 5 Hoa hậu Thế giới Việt Nam 2019 cùng giải phụ Người đẹp Biển.
- Nguyễn Thị Cẩm Đan: Top 7 The Face Vietnam 2023 - team Kỳ Duyên & Minh Triệu.
- Nguyễn Thị Bích Thùy: Top 10 Hoa hậu Thế giới Việt Nam 2019 cùng giải phụ (Người đẹp Áo dài, Top 5 Người đẹp Nhân ái), tham gia Miss Universe Vietnam 2023 và dừng chân sau vòng sơ khảo, Top 16 Hoa hậu Hoàn vũ Việt Nam 2023.
- Vũ Quỳnh Trang: Top 10 Hoa hậu Hoàn vũ Việt Nam 2019 cùng giải phụ Người đẹp Bản lĩnh, Top 16 Én Vàng 2021, Top 41 Hoa hậu Hoàn vũ Việt Nam 2022 cùng giải phụ (Top 20 Best Face, Top 22 Best Catwalk). Top 10 Hoa hậu Du lịch Quốc tế 2024 cùng giải phụ Hoa hậu Đại sứ Du Lịch Đông Nam Á và Trang phục dân tộc đẹp nhất.
- Võ Ngọc Hồng Đào: Hoa khôi Đại học Hoa Sen 2020.
- Lê Nguyễn Bảo Ngọc: Á hậu 1 Hoa hậu Thế giới Việt Nam 2022 cùng giải phụ (Người đẹp Thời trang, Người đẹp Nhân ái, Top 5 Người đẹp Tài năng), Đăng quang Hoa hậu Liên lục địa 2022 cùng giải phụ Miss Intercontinental Asia & Oceania, Đại sứ Hoa hậu Quốc gia Việt Nam 2024, Giám đốc điều hành Hoa hậu Thế giới Việt Nam 2025, Đại diện Việt Nam dự thi Hoa hậu Thế giới 2026.
- Trần Hoàng Ái Nhi: Top 10 Hoa hậu Thế giới Việt Nam 2019 cùng giải phụ (Top 8 Người đẹp Truyền thông, Top 5 Người đẹp Nhân ái), Đại diện Việt Nam dự thi Hoa hậu Liên lục địa 2021 nhưng không đạt thành tích gì.
- Lê Trúc Linh: Top 20 Hoa hậu Thế giới Việt Nam 2022 cùng giải phụ (Top 16 Người đẹp Du lịch, Top 5 Người đẹp Nhân ái).
- Bùi Thị Thanh Nhàn: Top 30 Hoa hậu Thể thao Việt Nam 2022.
- Lê Thị Phương Đoan: Á khôi 2 Hoa khôi Sinh viên Việt Nam 2020.
- Đậu Hải Minh Anh: Top 10 Hoa hậu Hoàn vũ Việt Nam 2023 cùng giải phụ Người đẹp Ảnh.
- Phạm Thị Ngọc Ánh: Tham gia Hoa hậu Thế giới Việt Nam 2019 và dừng chân sau vòng chung khảo phía Bắc.
- Kim Trà My: Top 40 Hoa hậu Thế giới Việt Nam 2019.
- Ngô Thị Thu Hương: Top 36 Hoa hậu Trái Đất Việt Nam 2023 - team Khánh Vân.
- Nguyễn Thị Phượng: Top 58 Hoa hậu Việt Nam 2022 nhưng rút lui trước đêm chung khảo vì lý do cá nhân, Top 10 Hoa hậu Thế giới Việt Nam 2023 cùng giải phụ (Top 16 Người đẹp Nhân ái, Top 5 Người đẹp Biển), đăng ký tham gia Hoa hậu Hòa bình Việt Nam 2023 nhưng rút lui trước vòng Sơ khảo vì lý do sức khỏe.
- Võ Lê Quế Anh: Á khôi 1 Hoa khôi Đại học Huế 2020, Á hậu 1 Hoa hậu Du lịch Đà Nẵng 2022, Đăng quang Hoa hậu Hòa bình Việt Nam 2024 cùng các giải phụ (Top 6 Ấn tượng, Top 5 Grand Voice Award, Top 2 The Best Face of Parasola), Đại diện Việt Nam dự thi Hoa hậu Hòa bình Quốc tế 2024 và đạt các giải phụ (Top 10 Pre-Arrival, Top 15 Grand Voice Award, Top 20 Trình diễn áo tắm đẹp nhất, Top 16 Country's Power of the Year, Top 10 Trang phục truyền thống đẹp nhất).
- Nguyễn Thảo Vi: Á khôi 2 Hoa khôi Sinh viên Việt Nam 2018.
- Nguyễn Võ Phương Thúy: Top 5 Hoa khôi Sinh viên Việt Nam 2020.
- Nguyễn Hà My: Hoa khôi Duyên dáng Ngoại thương Hà Nội 2019.
- H'Lida Niê Cao: Top 45 Hoa hậu Hoàn vũ Việt Nam 2019, Top 60 Hoa hậu Các dân tộc Việt Nam 2022.
- Nông Thúy Hằng: Top 16 Nữ sinh Thanh lịch Đại học Kinh tế Quốc dân 2019, Top 40 Hoa hậu Thế giới Việt Nam 2019, Đăng quang Hoa hậu Các Dân tộc Việt Nam 2022, Á hậu 2 Hoa hậu Hữu nghị Quốc tế 2023, đăng ký dự thi Hoa hậu Hoàn vũ Việt Nam 2025 nhưng rút lui trước vòng sơ khảo vì lý do cá nhân.
- Lê Thị Phương Đoan: Á khôi 2 Hoa khôi Sinh viên Việt Nam 2020.
- Ngô Thị Diệu Ngân: Quán quân Người đẹp Đền Cuông - Thanh niên thanh lịch 2017, tham gia Hoa hậu Việt Nam 2018 và dừng chân sau vòng chung khảo phía Bắc.
- Võ Thị Ý Nhi: Hoa khôi Sinh viên Đại học Huế 2020.
- Vũ Mỹ Ngân: Top 41 Hoa hậu Hoàn vũ Việt Nam 2022, Top 15 Hoa hậu Quốc gia Việt Nam 2024 cùng giải phụ (Người đẹp Áo Dài, Top 5 Người đẹp Thời trang, Top 20 Người đẹp Hùng biện, Top 10 Người đẹp có gương mặt khả ái, Top 10 Người đẹp Truyền thông, Best Face of The Naris), Top 15 Vietnam's Next Top Model 2025.
- Nguyễn Thị Ngọc Tuyết: Top 71 Hoa hậu Hoàn vũ Việt Nam 2022, Á quân 1 Người đẹp Du lịch ASEAN+ 2022 (Miss Tourism ASEAN+), tham gia Hoa hậu Hòa bình Việt Nam 2022 nhưng dừng chân trước đêm chung khảo, Đại diện Việt Nam dự thi Miss CosmoWorld 2022 giải phụ Miss Charming.
- Đoàn Tường Linh: Top 55 Hoa hậu Hòa bình Việt Nam 2022 nhưng rút lui trước đêm chung khảo vì lý do cá nhân, Top 10 Miss Universe Vietnam 2024 cùng giải phụ Người đẹp Ảnh.
- Hoàng Thùy Anh: Top 71 Hoa hậu Hoàn vũ Việt Nam 2022, Á hậu 1 Hoa hậu Biển đảo Việt Nam 2022.
- Nguyễn Thùy Trang: Hoa khôi Người đẹp Hoa Lư 2019.
- Đặng Phương Nhung : Hoa khôi đại học Tài chính - Ngân hàng Hà Nội, Hoa Khôi Kinh Đô Việt Nam 2019.
- Mai Ngọc Minh: Top 66 Hoa hậu Thế giới Việt Nam 2022.

## Dự thi quốc tế
| Cuộc thi                           | Tên                     | Danh hiệu | Thứ hạng              | Giải thưởng đặc biệt |
| ---------------------------------- | ----------------------- | --------- | --------------------- | --- |
| Miss Grand International 2020      | Nguyễn Lê Ngọc Thảo     | Á hậu 2   | Top 20                | Top 6 Best National Costume Top 20 Best in Swimsuit Top 15 How to get to know you in 1 minute Top 20 How to eat Thai food in 2 minutes |
| Miss Intercontinental 2021         | Trần Hoàng Ái Nhi       | Top 22    | Không đạt giải        | Không |
| Miss World 2021                    | Đỗ Thị Hà               | Hoa hậu   | Top 13                | Top 27 Talent Top 13 Top Model Top 16 Head to Head Challenge Top 28 Beauty with a Purpose                                              |
| Miss Intercontinental 2022         | Lê Nguyễn Bảo Ngọc      | Top 22    | Miss Intercontinental | Miss Intercontinental Asia & Oceania                                                                                                   |
| Miss World 2026                    | Lê Nguyễn Bảo Ngọc      | Top 22    |                       | |
| Miss CosmoWorld 2022               | Nguyễn Thị Ngọc Tuyết   | Top 60    | Không đạt giải        | Miss Charming |
| Miss International 2022            | Phạm Ngọc Phương Anh    | Á hậu 1   | Không đạt giải        | Không |
| Miss Friendship International 2023 | Nông Thúy Hằng          | Top 40    | 2nd Runner-up         | Không |
| Miss World 2023                    | Huỳnh Nguyễn Mai Phương | Top 5     | Top 40                | Top 25 Head-to-Head Challenge Multimedia Challenge Winner                                                                              |
| Miss Grand International 2024      | Võ Lê Quế Anh           | Top 40    | Không đạt giải        | Top 10 Pre-Arrival Top 15 Grand Voice Award Top 20 Best in Swimsuit Top 16 Country's Power of the Year Top 10 Best National Costume    |
| Miss Tourism International 2024    | Vũ Quỳnh Trang          | Top 15    | Top 10                | Miss Southeast Asia Tourism Ambassador Best in National Costume                                                                        |